# Donge
De  Donge is een beek in de Nederlandse provincie Noord-Brabant. De Donge is een typische laaglandbeek, hij heeft geen duidelijke bron maar ontstaat door toevloed van regen- en grondwater in het gebied tussen Alphen en Baarle-Nassau. De bovenloop ligt in natuurgebieden, dan volgt het stedelijk gebied van Tilburg waar de bovenloop afwatert op het Wilhelminakanaal. De benedenloop is gescheiden van de bovenloop en voert door gemengd gebied met oude industrie, bewoning en natuur, door Dongen naar de uitmonding in de Amer.

## Bovenloop
Vanuit de omgeving van Baarle-Nassau en Riel, op ongeveer 27 meter boven zeeniveau, stromen twee waterlopen, de Hultense Leij en de Lei in noordelijke richting. Aan de zuidkant van de Dongewijk, een deel van het Tilburgse stadsdeel Reeshof, vloeien ze samen en heet de stroom Donge. Bij de aanleg van de Tilburgse wijk Reeshof is in het jaar 2000 de loop van vóór 1920 hersteld en is het natuurgebied Dongevallei ingericht. Ten noorden daarvan kreeg de bovenloop van de Donge via een nieuw gegraven deel een uitmonding met een stuw in het Wilhelminakanaal. Een restant van de bovenloop van de Donge tussen de  Reeshof en Dongen is thans een dode rivierarm en is nog goed zichtbaar in het landschap en in het Dongense bedrijventerrein Tichelrijt.

## Benedenloop
De benedenloop van de Donge stroomt van het Wilhelminakanaal naar de Amer. Ten noorden van het Wilhelminakanaal begint de Donge, in zijn oude loop, aan de Kanaaldijk-Noord tegenover het punt waar hij is afgesneden van zijn oude loop in de Tichelrijt.
De Donge stroomt onder de Rijensestraatweg/Heuvelstraat door noordwaarts door Dongen en vervolgens langs de Lage Ham en de Watertorenstraat. Vlak voor de Provincialeweg/Wilhelminalaan 
neemt zij als rechterzijrivier de Onkelsloot op.
Met de Kerkdijk (verderop Dongedijk, een onverhard wandel- en fietspad) en 's Gravenmoer aan de rechterhand gaat het dan, nog steeds gekanaliseerd, noordwaarts. Daar splitst een tak af die noordelijk naar Raamsdonk en dan met een westwaartse zigzag en een duiker onder de A59 door gaat, bijna recht noordelijk naar het Oude Maasje. De Donge gaat, hier nauwelijks gekanaliseerd, westwaarts onder de A27 en de A59 door, maakt even verbinding met het Wilhelminakanaal en kronkelt dan om Geertruidenberg en langs Raamsdonksveer waar zij, samen met de Bergsche Maas, uitmondt in de Amer.

## De Onkelsloot
De Onkelsloot is een rechterzijrivier van de benedenloop van de
Donge. Hij begint bij de Burgemeester Letschertweg ter hoogte van de aansluiting van de Vierbunderweg en de Eindsestraat. Hij heeft overwegend de vorm van een flinke sloot, een smalle, gekanaliseerde watergang. De Onkelsloot stroomt via verschillende duikers eerst noordoostelijk en na enkele honderden meters noordwestelijk langs Bosweg en Fazantenweg, langs de noordoostrand van de bebouwing van Dongen, maakt een zigzag bij de Procureurweg en gaat weer in noordoostelijk richting verder langs het fietspad, dat ook de naam Onkelsloot draagt, tot de samenvloeiïng met de Donge bij de Provincialeweg/Wilhelminalaan.

## Natuur
De toeleidende beekjes zoals de Oude Leij stromen door Brabantse natuurgebieden. Het gaat hierbij om de natuurgebieden Regte Heide, Riels Laag, Ooievaarsnest en Riels Hoefke. Dit gebied, dat direct ten zuiden van Tilburg gelegen is, is niet alleen bijzonder vanwege zijn grote landschappelijke verscheidenheid maar ook vanwege spectaculaire hoogteverschillen. De drassige laaggelegen gronden langs de Oude Leij grenzen hier direct aan de droge bos- en heidegronden die bijna tien meter hoger liggen.
In de herstelde beekbedding van het Tilburgse natuurgebied Dongevallei zijn zeldzame moerasplanten tot leven gekomen uit zaden die bijna een eeuw onder een dikke laag landbouwgrond hadden gesluimerd. Er groeien pioniersplanten als geelgroene zegge en zeldzame mossoorten als grote viltmuts en oranje knolknikmos. Ook  moerasrolklaver, moeraswolfsklauw, moerasandoorn en de vleesetende kleine zonnedauw zijn hier te vinden. Het gebied is ook rijk aan paddenstoelen met onder andere gewoon judasoor, grijze buisjeszwam en doolhofzwam.

## Industrie
In de buurt van Geertruidenberg en Raamsdonksveer, waar de rivier breder is dan bovenstrooms, is de Donge van belang voor scheepvaart ten behoeve van de industrie, al is veel oude industrie verdwenen vanaf het einde van de twintigste eeuw. Zo was de Dongecentrale tot 1952 de belangrijkste producent van elektriciteit in Noord-Brabant, maar deze is in 2011 gesloten en heeft andere bestemmingen gekregen. De taken zijn overgenomen door de Amercentrale. Tot 2005 waren er drie scheepswerven gevestigd aan de oost- en westoever van de rivier. Een daarvan is scheepswerf De Donge die zich al in 1892 aan de Donge vestigde. Omdat de gemeente Geertruidenberg deze plekken heeft bestemd voor woningbouw, zijn deze scheepswerven verplaatst naar een locatie aan de Bergsche Maas. Anno 2008 zijn in Geertruidenberg nog wel het benzinetransportbedrijf Van Der Sluijs Groep en het mineraalverwerkende bedrijf Ankerpoort gevestigd. Beide bedrijven gebruiken de rivier voor hun aanvoer per schip.

## Taal en cultuur
- De Donge vormt van oudsher de grens tussen het Oost- en West-Brabants dialect, doordat er lange tijd weinig contact was tussen bewoners ten westen en ten oosten van de rivier. Deze grenslijn loopt buiten het stroomgebied van de Donge door naar het zuiden.
- De plaats Dongen waar de rivier langs loopt is weliswaar vernoemd naar de rivier, maar op een andere manier dan menigeen zal denken. De rivier heette voordat er bewoning was simpelweg Aa (zoals zoveel rivieren). Omdat Dongen op een Donk ligt, een hooggelegen zandopduiking in een veengebied, werd deze plaats 'Donk aan de Aa' genoemd, wat verbasterde tot 'DonkAa' en later 'Dongen', hieruit is de naam van de rivier ontstaan.
- De regio waar de Donge uitmondt in de Amer (grofweg de plaatsen in de gemeente Geertruidenberg, en de dorpen Made, Hank en Dussen en vaak ook Drimmelen) wordt vaak Dongemond genoemd. Deze naam voor de regio is weliswaar niet officieel, maar is door veel bedrijven en instellingen geadopteerd.